# Spiedino (rosticceria palermitana)
Lo spiedino palermitano (detto semplicemente spiedino o spitino in siciliano) è un cibo tipico della gastronomia e della rosticceria palermitana. Può essere annoverato, insieme ad altri, un classico cibo da strada della città di Palermo. 

## Descrizione
Spesso, per il suo nome, viene confuso con gli spiedini di carne, ma se ne discosta completamente trattandosi di un cibo fritto e di un piatto unico. Lo spiedino ha una forma rettangolare simile ad una mattonella e tradizionalmente viene mangiato con le mani.
Questo cibo si può trovare in ogni rosticceria di Palermo ed è un pezzo tipico nelle feste di compleanno insieme a pizzette, calzoni, ravazzate, arancini, ecc.
Lo spiedino, una volta fritto, ha una consistenza morbida all'interno e croccante all'esterno arricchito da una panatura dorata ed invitante.

### Ingredienti
Il ripieno consiste in ragù di carne, carote, piselli, e sedano, mentre la pasta esterna consiste di pancarré tagliato a quadrati, amalgamato con la besciamella e passato nel pan grattato. Il tutto viene poi fritto con abbondante olio d'oliva. 
Apprezzato per la sua morbidezza e particolarità, è considerato una prelibatezza della cucina palermitana e siciliana.